# Artur Bernardes Filho
Artur da Silva Bernardes Filho (Viçosa, 16 de setembro de 1906 — Rio de Janeiro, 21 de julho de 1981) foi um agricultor, banqueiro e empresário. Era filho de Artur Bernardes (presidente do Brasil de 1922 a 1926) e Clélia Bernardes  e se graduou em Direito pela Faculdade de Direito de Minas Gerais.

## Biografia
Em 1924, iniciou o curso de direito pela Faculdade Nacional de Direito, no Rio de Janeiro, concluindo os estudos de em dezembro de 1928. No mesmo ano, foi convidado para ser secretário pessoal de seu pai, que se tornou presidente da República em novembro de 1922, continuando na função até o término do mandato, em novembro de 1926. Inaugurou no mesmo ano do termino de sua faculdade,  um escritório de advocacia, no Rio, sociedade de Osvaldo Miranda Ferraz.
Eleito deputado federal em 1933, foi signatário da Constituição de 1934 e cumpriu um novo mandato parlamentar (1935-1937) até que Getúlio Vargas decretou o Estado Novo.
Retornou à vida pública ao ser eleito para o seu terceiro mandato de deputado federal em 1945. Membro do Partido Republicano, foi eleito senador em 1947 e reeleito em 1950, porém renunciou ao mandato ao ser eleito vice-governador de Minas Gerais em 1955 ao lado do pessedista José Francisco Bias Fortes. Após o final do mandato foi Ministro da Indústria e Comércio no curto Governo Jânio Quadros (de 31 de janeiro a 25 de agosto de 1961). Faleceu vítima de problemas circulatórios aos 74 anos.

## Fonte de pesquisa
- Página oficial do Senado Federal Acesso em 11 de dezembro de 2009.
- Página oficial da Presidência da República Acesso em 11 de dezembro de 2009.